# Edvard Storm

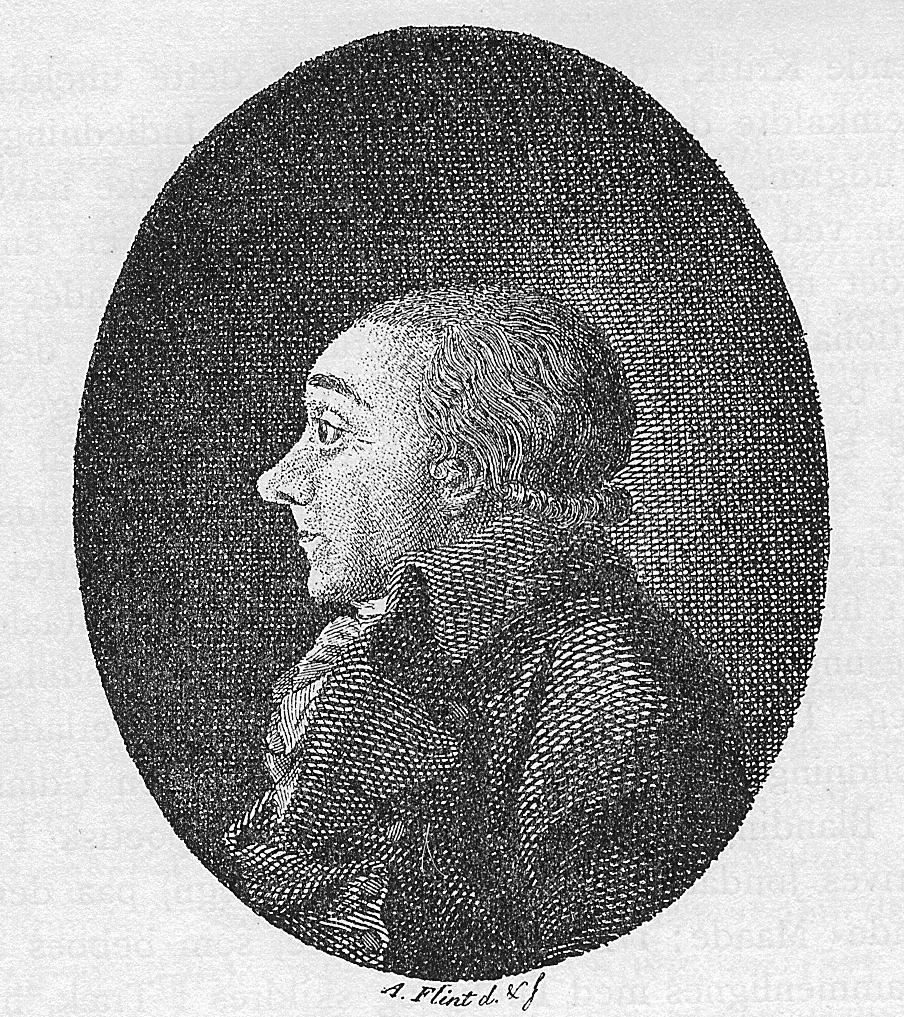
Edvard Storm

Edvard Storm (* 21. August 1749 in Vågå; † 24. September 1794 in Kopenhagen) war ein norwegischer Lyriker und Pädagoge. Er gilt zusammen mit Thomas De Stockfleth (1742–1808) als wichtigster Vertreter der norwegischen Heimatdichtung mit bewusster Anwendung der Mundart.

## Leben
Seine Eltern waren der Pfarrer Johan Storm (1712–1776) und dessen zweite Frau Ingeborg Birgitte Røring (1718–1760). Er blieb unverheiratet. Storm wurde zunächst zu Hause unterrichtet. Mit 13 Jahren ging er 1762 nach Christiania auf die Lateinschule. Im Herbst 1765 bestand er das Examen artium. Im Sommer 1766 bestand er das Annenexamen. Damit brach er das Studium wahrscheinlich aus Gesundheitsgründen zunächst ab und kehrte nach Vågå zurück. Dort blieb er die folgenden drei Jahre mit Ausnahme einer Hauslehrertätigkeit in Lesja für ein halbes Jahr. Er unterrichtete zwei Dienstboten auf dem Pfarrhof. 1769 setzte er sein Studium in Kopenhagen an der theologischen Fakultät fort. Das Studium erfüllte ihn nicht und er legte kein Examen ab. Aber Kopenhagen wurde seine neue Heimat und trotz seines Heimwehs sah er Vågå nie wieder. Aber er blieb im Briefwechsel mit seinen beiden ehemaligen Schülern.
Die ersten drei Jahre in Kopenhagen wohnte er in Regensen, später an verschiedenen Orten in der Stadt. Er hatte verschiedene Stellungen als Lehrer und war in den Kreisen der Dichter und Intellektuellen aktiv. Seine ethischen Ambitionen brachten ihn zu „Selskabet for Efterslegten“ (Gesellschaft für die Nachkommen), wo er die Ziele der Erziehung zum guten Staatsbürger verfolgte. 1786 gehörte er zu den Gründern der Gesellschaft. Dort bekam er später auch eine Wohnung, wurde Lehrer und ab 1790 Oberinspektor der Realschule der Gesellschaft. Griechisch wurde nicht unterrichtet, Latein nur zwei Wochenstunden, dafür neue Sprachen, Naturwissenschaften und Geschichte. Reines Pauken und die Prügelstrafe waren verpönt. Ziel war die Charakterbildung. Zu seinen Schülern dort gehörte der spätere Dichter Adam Oehlenschläger. Storm hatte viele nahe Verwandte und gute Freunde in Kopenhagen, die sich in „Det Norske Selskab“ trafen. Er war eher selten dort, weil sich diese Gesellschaft nach seinem Empfinden zu sehr um die Ästhetik und zu wenig um den politischen und kulturellen Aufbau Norwegens kümmerte. Er mochte insbesondere Johan Herman Wessel wegen dessen Parodien nicht. Er war Anhänger des Dichters Johannes Ewald, dem er sein Gedicht Ewald eller den gode Digter widmete, der aber von Wessel und seinen Anhängern lächerlich gemacht wurde.
Storm arbeitete eine Wörterliste mit annähernd 1 400 Dialektwörtern und Erklärungen aus. Seine Heimatverbundenheit kommt auch in seinen acht Dølavise zum Ausdruck, die von Vågå mit seiner großartigen Natur und seinem vielseitigen Leben handeln. Sie gehören zu den ersten Texten, die in einem norwegischen Heimatdialekt geschrieben sind. Mythen, Natur und Liebe waren die gängigen Dichtungsmotive seiner Zeit. Aber es besteht ein großer Unterschied zwischen den damaligen standardisierten Schäferdichtungen und Storms Lyrik. Zur selben Zeit, als Storm sein Gedicht Skogmøte (Waldbegegnung) schrieb, dichtete Thomas De Stockfleth sein Hejmatkomsten (1772). Mit diesen beiden Dichtern kam die Heimatdichtung auf ein höheres sprachliches Niveau. Storm wollte ein dänisch-norwegischer Dichter sein. Er dichtete in Adskilligt paa Vers gemäß dem Geschmack der Zeit idyllische und liebliche Oden. Literarische Bedeutung hat nur das erste Gedicht, die Ode til Jutulsbierget (Ode an den Jutulsberg), in welchem er wiederum seinen Heimatort Vågå besingt. Er reichte das Gedicht bei einer Dichterkonkurrenz, die von „Selskabet til de skjønne og nyttige Videnskabers Fremme“ (Gesellschaft der Förderung der schönen und nützlichen Wissenschaften) ausgelobt hatte, ein. Das vorgegebene Thema ist für die dänische Frühromantik bezeichnend: Es sollte eine „malende oder beschreibende Poesie über einen Ort in den dänischen Ländern sein, der sich durch Anmut oder Schrecklichkeit auszeichnet oder mit alten Sagen verknüpft ist.“ Zeittypisch sind auch die moralisierenden Fabeln und Erzählungen, die er 1779 und 1781 veröffentlichte.
In Indfødsretten i fire Sange (Staatsbürgerrecht in vier Gesängen), die durch eine königliche Verordnung von 1776 veranlasst war, schrieb er voller Begeisterung über die politische und menschlicher Freiheit und fand viele Anknüpfungen, Norwegen und das Norwegische zu preisen. Dafür erhielt er 1778 vom König 100 Rigsdaler jährlich und ebenso viel vom Erbprinzen. Energievoller ist Zinklars Vise, in dem es über die Vernichtung einer schottischen Kompanie unter Captain Robert Sinclair geht, die in den Kalmarkriegen auf Seiten Schwedens kämpften und am 26. August 1612 von Bauern aus Gudbrandsdalen überfallen und fast vollständig vernichtet wurden. Auch hier nahm er die Gelegenheit wahr, seine Heimat zu preisen. Sein dichterisches Schaffen endete 1785 und es trat der Lehrer Storm in den Vordergrund.
Storm litt an einer Wassersucht, an der er 1794 starb.

## Werke (Auswahl)
- Dølavisene (Lieder der Talbewohner). Die einzelnen Gedichte wurden zu verschiedenen Zeiten gedruckt, zusammen erstmals 1832.
- Bræger. Ein komisches Heldengedicht. (In seinem Heimatdialekt;[7] anonym) 1774
- Adskilligt paa Vers (unter dem Pseudonym Erland Siverssen), 1775
- Indfødsretten i fire Sange. 1778
- Fabler og Fortællinger i den Gellertske Smag, 1778
- Zinklars Vise. (1781)
- Originale Fabler og Fortællinger. 1782
- Ewald eller den gode Digter. In: Dansk Museum 1782, S. 322–337
- En national Vise om den skotske Oberst Zinklars Indfald i Norge 1612. In: Dansk Museum 1782, S. 714–717.
- Hellige Sange. (Freie Übersetzung deutscher Kirchenlieder). 1785
- Samlede Digte. (Darin finden sich keine Gedichte in seinem Heimatdialekt)[7] 1785
- Erast eller den bedragne Varsomhed. Komödie in fünf Akten, 1791